# ルーシー・ハラデツカ
ルーシー・ハラデツカ（Lucie Hradecká, チェコ語発音: [ˈlutsɪjɛ ˈɦradɛtskaː], 1985年5月21日 - ）は、チェコ・プラハ出身の女子プロテニス選手。2011年の全仏オープンと2013年の全米オープン女子ダブルスで、アンドレア・フラバーチコバと組んで優勝した。2012年ロンドン五輪の女子ダブルス銀メダルも獲得している。自己最高ランキングはシングルス41位、ダブルス4位。これまでにWTAツアーでシングルスの優勝はないが（準優勝7度）、ダブルスで22勝を挙げている。右利き、バックハンド・ストロークは両手打ち。身長177cm、体重72kg。「フラデカ」の表記揺れも見られる。チェコ語では「ルツィエ・フラデツカー」が近い。

## 来歴
ハラデツカは父の手ほどきで4歳からテニスを始め、2004年にプロに転向。しばらくはITFのサーキット大会での下積みが続いた。4大大会には2005年ウィンブルドン選手権から予選に挑戦し始めたが、なかなか予選突破できず、4大大会シングルス初出場は2009年全仏オープンであった。
シングルスでの4大大会は2回戦進出が最高成績のハラデツカだが、ダブルスでは2011年全仏オープンでアンドレア・フラバーチコバと組みノーシードから決勝に進出、サニア・ミルザ&エレーナ・ベスニナ組を 6–4, 6–3 で破り4大大会ダブルスタイトルを獲得した。2011年11月のフェドカップ決勝では2勝2敗で迎えた最終試合のダブルスでクベタ・ペシュケと組みロシアのマリア・キリレンコ&エレーナ・ベスニナ組を 6–4, 6–2 で破り、チェコは23年ぶりの優勝を果たした。2012年全豪オープンでもフラバーチコバとのペアでベスト4に進出している。
シングルスはランキングを100位以下にまで落としていたが、2012年5月のマドリード大会では予選から勝ち上がり、3回戦でペトラ・クビトバを 6–4, 6–3 、準々決勝でサマンサ・ストーサーを 7–6, 7–6 で破り、プレミア・マンダトリーの大会でベスト4に進出した。準決勝はセリーナ・ウィリアムズに 6–7, 0–6 で敗れた。
2012年ウィンブルドン選手権ではフラバーチコバとのダブルスで4大大会2度目の決勝に進出した。決勝ではセリーナ・ウィリアムズ&ビーナス・ウィリアムズ組に 5–7, 4–6 で敗れ準優勝となった。ロンドン五輪でオリンピックに初出場。女子ダブルス準決勝で第1シードのリサ・レイモンド&リーゼル・フーバー組を 6–1, 7–6 で破り、決勝に進出した。決勝ではウィリアムズ姉妹組に 4–6, 4–6 で敗れ、銀メダルを獲得している。全米オープンでも決勝に進出しサラ・エラニ&ロベルタ・ビンチ組に 4–6, 2–6 で敗れ、ウィンブルドンに続き準優勝となった。最終戦のWTAツアー選手権にも出場しダブルス決勝でマリア・キリレンコ&ナディア・ペトロワ組に 1-6, 4–6 で敗れ、準優勝となった。
2013年全豪オープンではフランティシェク・チェルマクと組んだ混合ダブルスで決勝に進出した。地元オーストラリアのヤルミラ・ガイドソバ&マシュー・エブデン組に 3–6, 5–7 で敗れ、準優勝となった。全仏オープンでもチェルマクとの混合ダブルスで決勝に進出しクリスティナ・ムラデノビッチ&ダニエル・ネスター組を 1–6, 6–4, [10–6] で破り優勝した。全米オープンではフラバーチコバとのダブルスで2年連続で決勝に進出し、オーストラリアのアシュリー・バーティ&ケーシー・デラクア組を 6–7(4), 6–1, 6–4 で破り優勝した。
2016年8月のリオ五輪で2大会連続のオリンピックに出場した。アンドレア・フラバーチコバと組んだダブルスでは3位決定戦で同じチェコのルーシー・サファロバ&バルボラ・ストリコバ組に 5-7, 1-6 で敗れたが、ラデク・ステパネクと組んだ混合ダブルスでは3位決定戦でインドのサニア・ミルザ&ロハン・ボパンナ組を 6-1, 7-5 で破り銅メダルを獲得した。

## WTAツアー決勝進出結果

### シングルス: 7回 (0勝7敗)
| 大会グレード          | 大会グレード                 |
| 2008年以前            | 2009年以後                   |
| --------------------- | ---------------------------- |
| グランドスラム (0–0)  |                              |
| WTAファイナルズ (0–0) |                              |
| ティア I (0–0)        | プレミア・マンダトリー (0-0) |
| ティア I (0–0)        | プレミア5 (0-0)              |
| ティア II (0–0)       | プレミア (0–0)               |
| ティア III (0–1)      | インターナショナル (0–6)     |
| ティア IV ＆ V (0–0)  | インターナショナル (0–6)     |

| 結果   | No. | 決勝日        | 大会               | サーフェス    | 対戦相手                   | スコア        |
| ------ | --- | ------------- | ------------------ | ------------- | -------------------------- | ------------- |
| 準優勝 | 1.  | 2008年7月20日 | バートガシュタイン | クレー        | ポーリーン・パルマンティエ | 4–6, 4–6      |
| 準優勝 | 2.  | 2009年5月18日 | ストラスブール     | クレー        | アラバン・レザイ           | 6–7(2), 1–6   |
| 準優勝 | 3.  | 2009年8月2日  | イスタンブール     | ハード        | ベラ・ドゥシェビナ         | 0–6, 1–6      |
| 準優勝 | 4.  | 2011年4月30日 | バルセロナ         | クレー        | ロベルタ・ビンチ           | 6–4, 2–6, 2–6 |
| 準優勝 | 5.  | 2012年9月16日 | ケベック・シティー | ハード (室内) | キルステン・フリプケンス   | 1–6, 5–7      |
| 準優勝 | 6.  | 2013年5月25日 | ストラスブール     | クレー        | アリーゼ・コルネ           | 6–7(4), 0–6   |
| 準優勝 | 7.  | 2015年5月2日  | プラハ             | クレー        | カロリナ・プリスコバ       | 6–4, 5–7, 3–6 |

### ダブルス: 45回 (22勝23敗)
| 大会グレード          | 大会グレード                 |
| 2008年以前            | 2009年以後                   |
| --------------------- | ---------------------------- |
| グランドスラム (2-4)  |                              |
| オリンピック (0-1)    |                              |
| WTAファイナルズ (0–1) |                              |
| ティア I (0–0)        | プレミア・マンダトリー (0-1) |
| ティア I (0–0)        | プレミア5 (2-0)              |
| ティア II (0–0)       | プレミア (2-4)               |
| ティア III (2-1)      | インターナショナル (11–11)   |
| ティア IV ＆ V (3–0)  | インターナショナル (11–11)   |

| 結果   | No. | 決勝日         | 大会                 | サーフェス    | パートナー                   | 対戦相手                                                            | スコア                |
| ------ | --- | -------------- | -------------------- | ------------- | ---------------------------- | ------------------------------------------------------------------- | --------------------- |
| 準優勝 | 1.  | 2006年7月30日  | ブダペスト           | ハード        | レナタ・ボラコバ             | ヤネッテ・フサロバ ミハエラ・クライチェク                           | 6–4, 4–6, 4–6         |
| 優勝   | 1.  | 2006年9月24日  | ポルトロス           | ハード        | レナタ・ボラコバ             | エバ・ブリネロバ エミリー・ロワ                                     | 不戦勝                |
| 優勝   | 2.  | 2007年7月29日  | バートガシュタイン   | クレー        | レナタ・ボラコバ             | アグネシュ・サバイ ブラディミラ・ウーリロバ                         | 6–3, 7–5              |
| 優勝   | 3.  | 2007年9月23日  | ポルトロス           | ハード        | レナタ・ボラコバ             | アンドレヤ・クレパーチ エレーナ・リホフツェワ                       | 5–7, 6–4, [10–7]      |
| 優勝   | 4.  | 2008年5月3日   | プラハ               | クレー        | アンドレア・フラバーチコバ   | ジル・クレイバス ミハエラ・クライチェク                             | 1–6, 6–3, [10–6]      |
| 優勝   | 5.  | 2008年7月20日  | バートガシュタイン   | クレー        | アンドレア・フラバーチコバ   | セシル・カラタンチェワ ナターシャ・ゾリッチ                         | 6–3, 6–3              |
| 優勝   | 6.  | 2009年7月26日  | バートガシュタイン   | ハード        | アンドレア・フラバーチコバ   | タチヤナ・マレック アンドレア・ペトコビッチ                         | 6–2, 6–4              |
| 優勝   | 7.  | 2009年8月1日   | イスタンブール       | ハード        | レナタ・ボラコバ             | ユリア・ゲルゲス パティ・シュナイダー                               | 2–6, 6–3, [12–10]     |
| 準優勝 | 2.  | 2009年8月29日  | ニューヘイブン       | ハード        | イベタ・ベネソバ             | ヌリア・リャゴステラ・ビベス マリア・ホセ・マルティネス・サンチェス | 2–6, 5–7              |
| 優勝   | 8.  | 2010年1月9日   | ブリスベン           | ハード        | アンドレア・フラバーチコバ   | メリンダ・ツィンク アランチャ・パラ・サントンハ                     | 2–6, 7–6(7–3), [10–4] |
| 準優勝 | 3.  | 2010年5月1日   | フェズ               | クレー        | レナタ・ボラコバ             | アナベル・メディナ・ガリゲス イベタ・ベネソバ                       | 3–6, 1–6              |
| 優勝   | 9.  | 2010年7月25日  | バートガシュタイン   | クレー        | アナベル・メディナ・ガリゲス | ティメア・バシンスキー タチアナ・ガルビン                           | 6–7(2–7), 6–1, [10–5] |
| 準優勝 | 4.  | 2011年2月19日  | メンフィス           | ハード (室内) | アンドレア・フラバーチコバ   | オリガ・ゴボツォワ アーラ・クドゥリャフツェワ                       | 3–6, 6–4, [8–10]      |
| 優勝   | 10. | 2011年6月3日   | 全仏オープン         | クレー        | アンドレア・フラバーチコバ   | サニア・ミルザ エレーナ・ベスニナ                                   | 6–4, 6–3              |
| 優勝   | 11. | 2011年7月18日  | バートガシュタイン   | クレー        | エバ・ビルネロバ             | ヤルミラ・ガイドソバ ユリア・ゲルゲス                               | 4–6, 6–2, [12–10]     |
| 準優勝 | 5.  | 2011年10月25日 | ルクセンブルク       | ハード (室内) | エカテリーナ・マカロワ       | イベタ・ベネソバ バルボラ・ザフラボバ・ストリコバ                   | 5–7, 3–6              |
| 優勝   | 12. | 2012年1月7日   | オークランド         | ハード        | アンドレア・フラバーチコバ   | ユリア・ゲルゲス フラビア・ペンネッタ                               | 6–7(2–7), 6–2, [10–7] |
| 優勝   | 13. | 2012年2月25日  | メンフィス           | ハード (室内) | アンドレア・フラバーチコバ   | ベラ・ドゥシェビナ オリガ・ゴボツォワ                               | 6–3, 6–4              |
| 準優勝 | 6.  | 2012年7月7日   | ウィンブルドン       | 芝            | アンドレア・フラバーチコバ   | セリーナ・ウィリアムズ ビーナス・ウィリアムズ                       | 5–7, 4–6              |
| 準優勝 | 7.  | 2012年8月4日   | ロンドン五輪         | 芝            | アンドレア・フラバーチコバ   | セリーナ・ウィリアムズ ビーナス・ウィリアムズ                       | 4–6, 4–6              |
| 優勝   | 14. | 2012年8月19日  | シンシナティ         | ハード        | アンドレア・フラバーチコバ   | カタリナ・スレボトニク 鄭潔                                         | 6–1, 6–3              |
| 準優勝 | 8.  | 2012年8月25日  | ニューヘイブン       | ハード        | アンドレア・フラバーチコバ   | リーゼル・フーバー リサ・レイモンド                                 | 6–4, 0–6, [4–10]      |
| 準優勝 | 9.  | 2012年9月9日   | 全米オープン         | ハード        | アンドレア・フラバーチコバ   | サラ・エラニ ロベルタ・ビンチ                                       | 4–6, 2–6              |
| 優勝   | 15. | 2012年10月21日 | ルクセンブルク       | ハード (室内) | アンドレア・フラバーチコバ   | イリーナ＝カメリア・ベグ モニカ・ニクレスク                         | 6–3, 6–4              |
| 準優勝 | 10. | 2012年10月28日 | イスタンブール       | ハード (室内) | アンドレア・フラバーチコバ   | マリア・キリレンコ ナディア・ペトロワ                               | 1-6, 4–6              |
| 優勝   | 16. | 2013年7月14日  | ブダペスト           | クレー        | アンドレア・フラバーチコバ   | ニーナ・ブラチコワ アンナ・タチシビリ                               | 6–4, 6–1              |
| 優勝   | 17. | 2013年9月7日   | 全米オープン         | ハード        | アンドレア・フラバーチコバ   | アシュリー・バーティ ケーシー・デラクア                             | 6–7(4), 6–1, 6–4      |
| 準優勝 | 11. | 2013年9月15日  | ケベック・シティー   | ハード (室内) | アンドレア・フラバーチコバ   | アーラ・クドゥリャフツェワ アナスタシア・ロディオノワ               | 4–6, 3–6              |
| 準優勝 | 12. | 2014年1月4日   | オークランド         | ハード        | ミハエラ・クライチェク       | シャロン・フィッチマン マリア・サンチェス                           | 6–2, 0–6, [4–10]      |
| 優勝   | 18. | 2014年9月14日  | ケベック・シティー   | ハード (室内) | ミリヤナ・ルチッチ＝バロニ   | ユリア・ゲルゲス アンドレア・フラバーチコバ                         | 6–3, 7–6(8)           |
| 準優勝 | 13. | 2014年10月18日 | ルクセンブルク       | ハード (室内) | バルボラ・クレイチコバ       | ティメア・バシンスキー クリスティナ・バロイス                       | 6–3, 4–6, [4–10]      |
| 準優勝 | 14. | 2015年2月28日  | アカプルコ           | ハード        | アンドレア・フラバーチコバ   | ララ・アルアバレナ マリア・テレサ・トロ・フロル                     | 6–7(2), 7–5, [11–13]  |
| 準優勝 | 15. | 2015年6月21日  | バーミンガム         | 芝            | アンドレア・フラバーチコバ   | ガルビネ・ムグルサ カルラ・スアレス・ナバロ                         | 4–6, 4–6              |
| 準優勝 | 16. | 2015年7月26日  | ガシュタイン         | クレー        | ララ・アルアバレナ           | ダンカ・コビニッチ シュテファニー・フォクト                         | 6-4, 4-6, [3-10]      |
| 優勝   | 19. | 2015年8月29日  | ニューヘイブン       | ハード        | ユリア・ゲルゲス             | 荘佳容 梁晨                                                         | 6–3, 6–1              |
| 準優勝 | 17. | 2015年10月18日 | リンツ               | ハード (室内) | アンドレア・フラバーチコバ   | ラケル・コップス＝ジョーンズ アビゲイル・スピアーズ                 | 3–6, 5–7              |
| 準優勝 | 18. | 2016年1月29日  | 全豪オープン         | ハード        | アンドレア・フラバーチコバ   | マルチナ・ヒンギス サニア・ミルザ                                   | 6–7(1), 3–6           |
| 優勝   | 20. | 2016年9月18日  | ケベック・シティー   | ハード (室内) | アンドレア・フラバーチコバ   | アーラ・クドゥリャフツェワ アレクサンドラ・パノワ                   | 7–6(2), 7–6(2)        |
| 優勝   | 21. | 2016年10月22日 | モスクワ             | ハード (室内) | アンドレア・フラバーチコバ   | ダリア・ガブリロワ ダリア・カサトキナ                               | 4–6, 6–0, [10–7]      |
| 準優勝 | 19. | 2017年2月5日   | 台北                 | ハード        | カテリナ・シニアコバ         | 詹皓晴 詹詠然                                                       | 4–6, 2–6              |
| 準優勝 | 20. | 2017年3月18日  | インディアンウェルズ | ハード        | カテリナ・シニアコバ         | 詹詠然 マルチナ・ヒンギス                                           | 6–7(4), 2–6           |
| 準優勝 | 21. | 2017年4月9日   | チャールストン       | クレー        | カテリナ・シニアコバ         | ベサニー・マテック＝サンズ ルーシー・サファロバ                     | 1-6, 6-4, [7-10]      |
| 準優勝 | 22. | 2017年5月5日   | プラハ               | クレー        | カテリナ・シニアコバ         | アンナ＝レナ・グローネフェルト クベタ・ペシュケ                     | 4–6, 6–7(3)           |
| 準優勝 | 23. | 2017年9月10日  | 全米オープン         | ハード        | カテリナ・シニアコバ         | 詹詠然 マルチナ・ヒンギス                                           | 3–6, 2–6              |
| 優勝   | 22. | 2018年8月19日  | シンシナティ         | ハード        | エカテリーナ・マカロワ       | エリーズ・メルテンス デミ・シュールス                               | 6–2, 7–5              |

## 4大大会ダブルス優勝
- 全仏オープン 女子ダブルス：1勝（2011年）/混合ダブルス：1勝（2013年）
- 全米オープン 女子ダブルス：1勝（2013年）

## 4大大会シングルス成績
略語の説明
| W | F | SF | QF | #R | RR | Q# | LQ | A | Z# | PO | G | S | B | NMS | P | NH |

W=優勝, F=準優勝, SF=ベスト4, QF=ベスト8, #R=#回戦敗退, RR=ラウンドロビン敗退, Q#=予選#回戦敗退, LQ=予選敗退, A=大会不参加, Z#=デビスカップ/BJKカップ地域ゾーン, PO=デビスカップ/BJKカッププレーオフ, G=オリンピック金メダル, S=オリンピック銀メダル, B=オリンピック銅メダル, NMS=マスターズシリーズから降格, P=開催延期, NH=開催なし.
| 大会           | 2005 | 2006 | 2007 | 2008 | 2009 | 2010 | 2011 | 2012 | 2013 | 2014 | 2015 | 2016 | 2017 | 2018 | 通算成績 |
| -------------- | ---- | ---- | ---- | ---- | ---- | ---- | ---- | ---- | ---- | ---- | ---- | ---- | ---- | ---- | -------- |
| 全豪オープン   | A    | LQ   | LQ   | LQ   | LQ   | 1R   | 1R   | 2R   | 2R   | 2R   | 3R   | 1R   | LQ   | A    | 5–7      |
| 全仏オープン   | A    | LQ   | A    | LQ   | 2R   | 1R   | 2R   | 1R   | 1R   | LQ   | 2R   | 1R   | LQ   | A    | 3–7      |
| ウィンブルドン | LQ   | LQ   | A    | LQ   | 1R   | 1R   | 1R   | 1R   | 1R   | LQ   | 1R   | LQ   | A    | A    | 0–6      |
| 全米オープン   | LQ   | A    | LQ   | LQ   | 1R   | 1R   | 1R   | 2R   | 1R   | LQ   | 1R   | LQ   | LQ   | LQ   | 1–6      |